# Richard Culek
Richard Culek (* 1. dubna 1974, Liberec) je bývalý český fotbalový záložník.

## Fotbalová kariéra
Hrál za FC Slovan Liberec, FK Švarc Benešov, Chemnitzer FC, Bohemians 1905, KFC Lommel, KVC Westerlo, FC Brussels, FK Viktoria Žižkov a Bocholter VV. Celkem v české a belgické nejvyšší lize odehrál 236 utkání a dal 29 gólů.

## Ligová bilance
| Ročník                          | Zápasy | Góly | Klub              |
| ------------------------------- | ------ | ---- | ----------------- |
| 1. česká fotbalová liga 1993/94 | 18     | 1    | FC Slovan Liberec |
| 1. česká fotbalová liga 1994/95 | 6      | 0    | FC Slovan Liberec |
| 1. česká fotbalová liga 1994/95 | 14     | 0    | FK Švarc Benešov  |
| Gambrinus liga 1998/99          | 16     | 1    | FC Slovan Liberec |
| Gambrinus liga 1999/00          | 25     | 1    | Bohemians Praha   |
| Jupiler League 2001/02          | 31     | 6    | KFC Lommel        |
| Jupiler League 2002/03          | 21     | 2    | KFC Lommel        |
| Jupiler League 2002/03          | 1      | 0    | KVC Westerlo      |
| Jupiler League 2004/05          | 32     | 10   | FC Brusel         |
| Jupiler League 2005/06          | 33     | 5    | FC Brusel         |
| Jupiler League 2006/07          | 29     | 2    | FC Brusel         |
| Jupiler League 2007/08          | 10     | 1    | FC Brusel         |
| CELKEM                          | 236    | 29   |                   |